# Lista de invertebrados da Bahia
Esta lista de invertebrados da Bahia  é composta pelas espécies de invertebrados continentais e marinhos  com ocorrência confirmada no estado da Bahia. As espécies que fazem parte desta lista foram  selecionadas  para  avaliação  do estado de conservação.

## Invertebrados Continentais

### Arachnida
- Charinus troglobius Baptista & Giupponi, 2003
- Phoneutria bahiensis Simó & Brescovit, 2001Avicularira diversipes

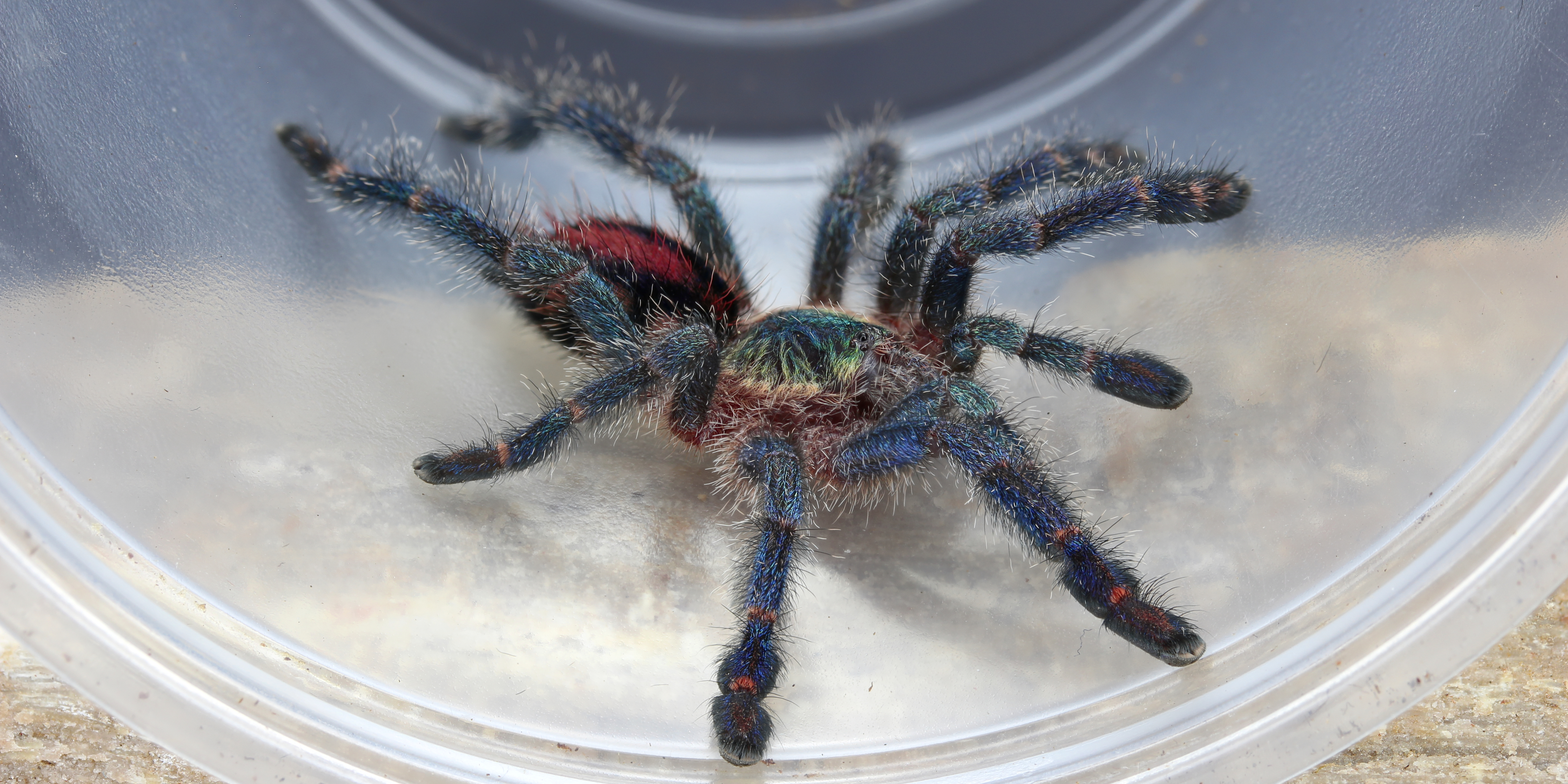
Avicularira diversipes

- Avicularia diversipes (C.L. Koch) 1842
- Avicularia gamba Bertani & Fukushima 2009
- Typhochlaena seladonia C. L. Koch, 1841
- Typhochlaena paschoali Betani 2012
- Iridopelma hirsutum Pocock, 1901
- Iridopelma zorodes (Mello-Leitão, 1926)
- Iridopelma katiae Betani 2012
- Iridopelma marcoi Betani 2012
- Ianduba caxixe Bonaldo, 1997
- Ianduba patua Bonaldo, 1997
- Ianduba paubrasil Bonaldo, 1997
- Ianduba vatapa Bonaldo, 1997
- Giupponia chagasi Pérez & Cury, 2002

### Crustacea
- Neotroponiscus carolii Giambiagi Calabrese, 1939
- Atlantoscia rubromarginata Araujo & Leistikow, 1999
- Pudeoniscus birabeni Vandel, 1963
- Pudeoniscus obscurus Lemos de Castro, 1973

### Insecta
- Coarazuphium cessaima Gnaspini, Vanin & Godoy, 1998
- Coarazuphium pains Álvares & Ferreira, 2002
- Coarazuphium tessai (Gody & Vanin, 1990)
- Hypocephalus armatus Desmaret, 1832
- Dynastes hercules paschoali Grossi & Arnaud, 1991
- Megasoma gyas gyas (Herbst, 1785)
- Megasoma gyas rumbucheri Fischer, 1968
- Perissophlebiodes flinti (Savage, 1982)
- Xylocopa truxali Hurd & Moure, 1963

- Eciton burchelli (Westwood, 1842)

- Eciton mexicanum Roger, 1863
- Eciton vagans (Olivier, 1791)
- Neivamyrmex bohlsi (Emery, 1896)

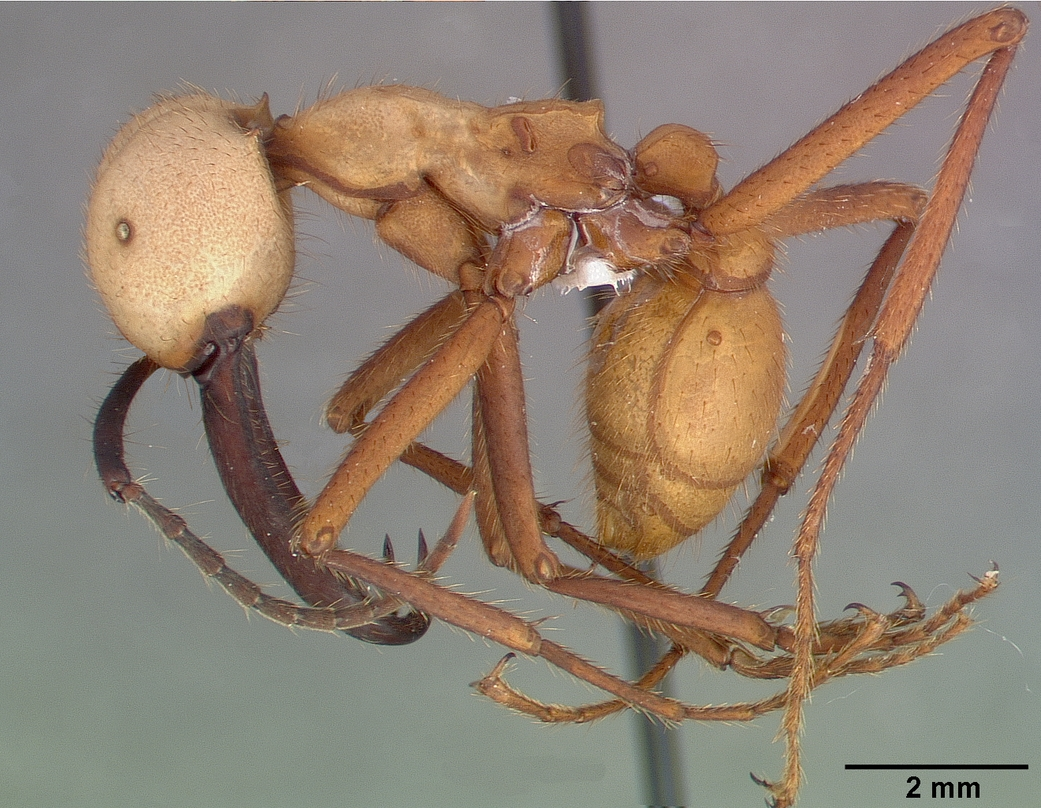
Eciton burchellii

- Neivamyrmex clavifemur Borgmeier, 1953

- Simopelta minima (Brandão, 1989)
- Thaumatomyrmex contumax Kempf, 1975
- Thaumatomyrmex mutilatus Mayr, 1887
- Mischocyttarus santa cruzi Raw 2004
- Mischocyttarus garbei Zikan, 1935
- Arawacus aethesa (Hewitson, 1867)
- Eresia erysice erysice (Geyer, 1832)
- Heliconius nattereri C. Felder & R. Felder, 1865
- Mcclungia cymo fallens (Haensch, 1905)
- Melinaea mnasias thera Felder & R. Felder, 1865
- Napeogenes rhezia rhezia (Geyer, 1834)
- Heraclides hectorides (Esper, 1794)
- Heraclides himeros baia (Rothschild & Jordan, 1906)
- Heraclides thoas cinyras (Ménétriés, 1857)
- Heraclides torquatus polybius (Swainson, 1823)
- Parides bunichus almas (Casagrande & Mielke, 2007)
- Parides bunichus diodorus (Hopffer, 1865)  Parides zacynthus polymetus (Godart, 1819)
- Protesilaus helios (Rothschild & Jordan, 1906)
- Protographium asius (Fabricius, [1782])
- Pterourus scamander grayi (Boisduval, 1836)
- Ascia monuste orseis (Godart, 1819)
- Moschoneura pinthous methymna (Godart, 1819)
- Alesa prema (Godart, 1824)
- Orthoderella caatingaensis Menezes & Bravo, 2013

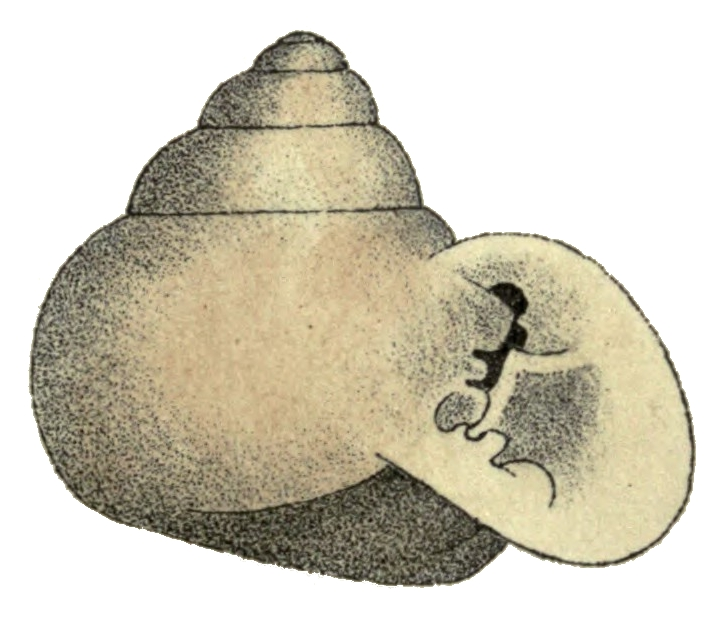
Tomigerus turbinatus shell

### Gastropoda
- Spiripockia punctata Simone, 2012
- Tomigerus turbinatus (Pfeiffer, 1845)
- Megalobulimus amandus Simone, 2012
- Anostoma tessa Simone, 2012
- Kora corallina Simone, 2012
- Rhinus suturalis (Baker, 1914)
- Spixia coltrorum Simone, 2012

## Invertebrados Marinhos

### Porifera
- Amphoriscus synapta (Schmidt in Haeckel, 1872)
- Guancha tetela Borojevic & Peixinho, 1976
- Stelleta soteropolitana Cosme & Peixinho, 2007
- Tethya brasiliana Ribeiro & Muricy, 2004

### Cnidaria
- Condylactis gigantea (Weiland, 1860)

- Cerianthomorphe brasiliensis Carlgreen, 1931
- Cerianthus brasiliensis Melo-Leitão, 1919

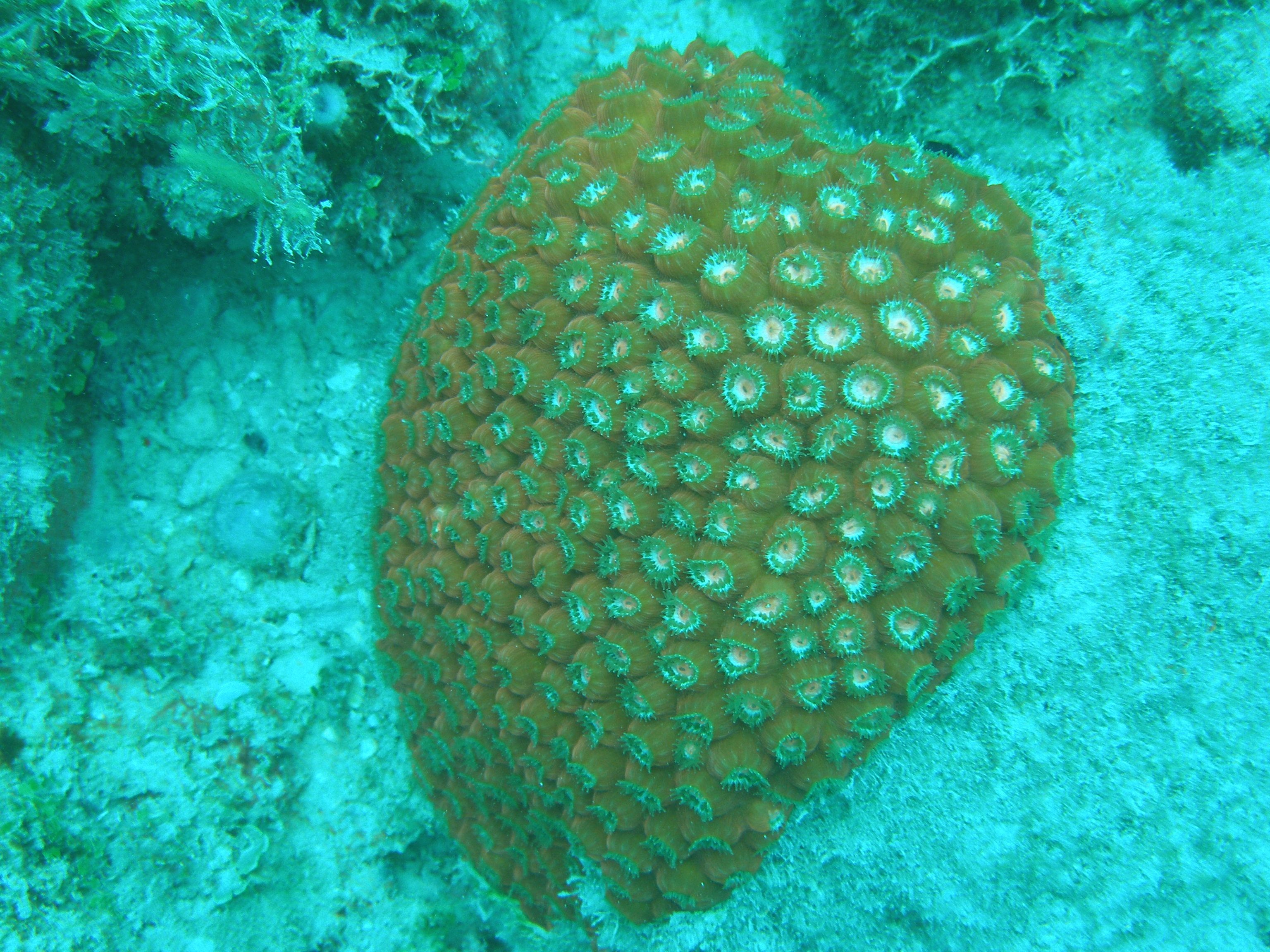
Montastraea cavernosa

- Phillogorgia dilatata (Esper, 1806)

- Agaricia agaricites (Linnaeus, 1758)
- Agaricia fragilis (Dana, 1846)
- Agaricia humilis Verrill, 1902

- Siderastrea stellata (Verrill, 1868)

- Porites astreoides (Lamarck, 1816)
- Porites branneri (Rathbun, 1887)

- Favia gravida (Verrill, 1868)

- Montastraea cavernosa (Linnaeus, 1767)

- Mussismilia brasiliensis (Verrill, 1868)
- Mussismilia hartii (Verrill, 1902)
- Mussismilia hispida (Verrill, 1902)

- Meandrina braziliensis (Milne Edwards & Haime, 1849)
- Stephanocoenia intersepta (Lamarck, 1816)

- Millepora alcicornis Linnaeus, 1758
- Millepora brasiliensis Verril, 1868

- Muricea atlantica

### Annelida

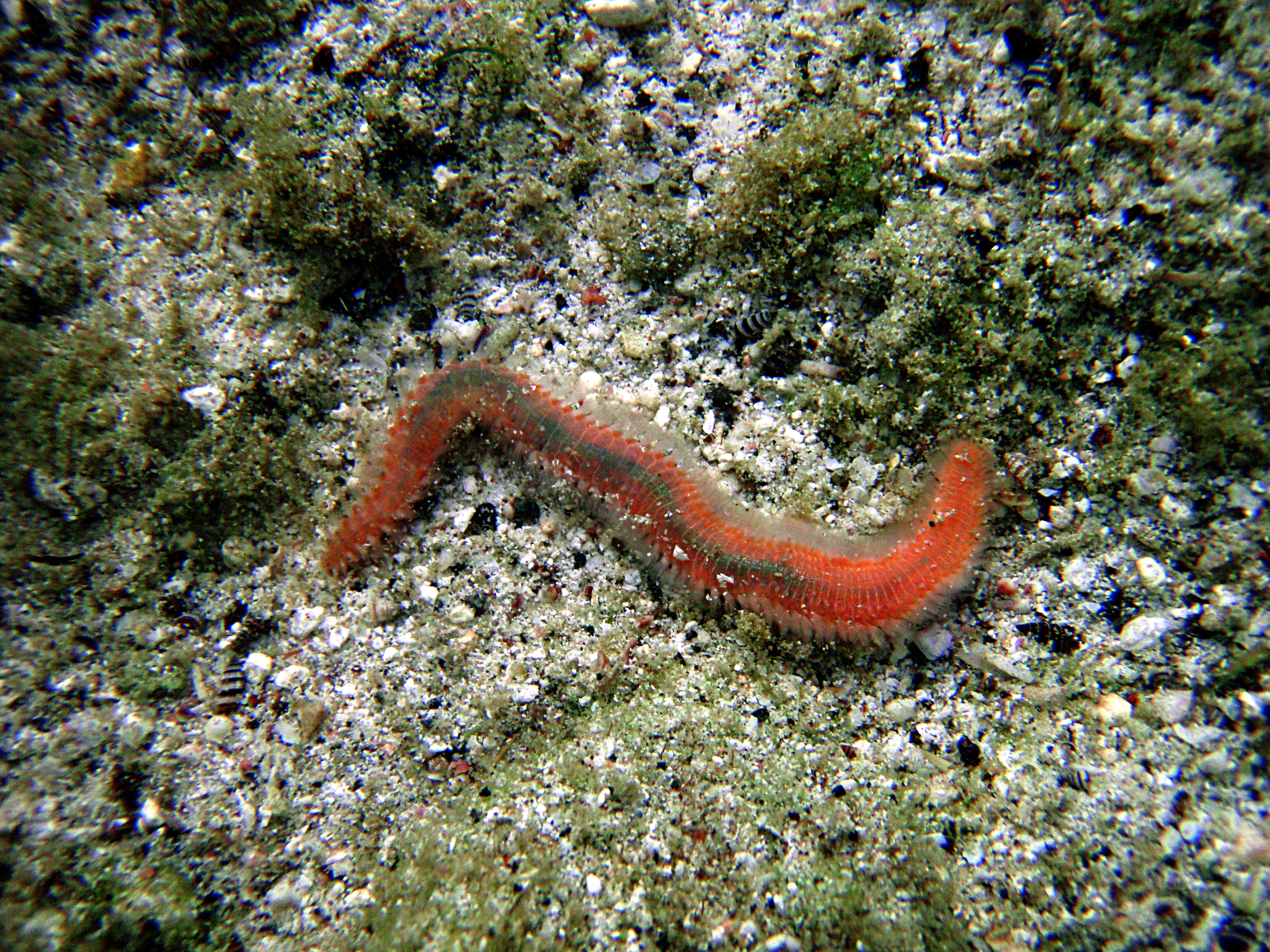
Eurythoe complanata

- Eurythoe complanata (Pallas, 1766)

- Diopatra cuprea (Bosc, 1802)

- Phragmatopona lapidosa Kinberg, 1867

- Branchiomma nigromaculatum (Baird, 1865)

- Hypsicomus elegans (Webster, 1884)

- Filograna implexa Berkeley, 1827
- Spirobranchus giganteus (Pallas, 1767)

### Crustacea
- Atya gabonensis Giebel, 1875
- Atya scabra (Leach, 1815)

- Panulirus argus (Latreille, 1804)
- Panulirus laevicauda (Latreille, 1817)

- Scyllarus ramosae

- Macrobrachium acanthurus

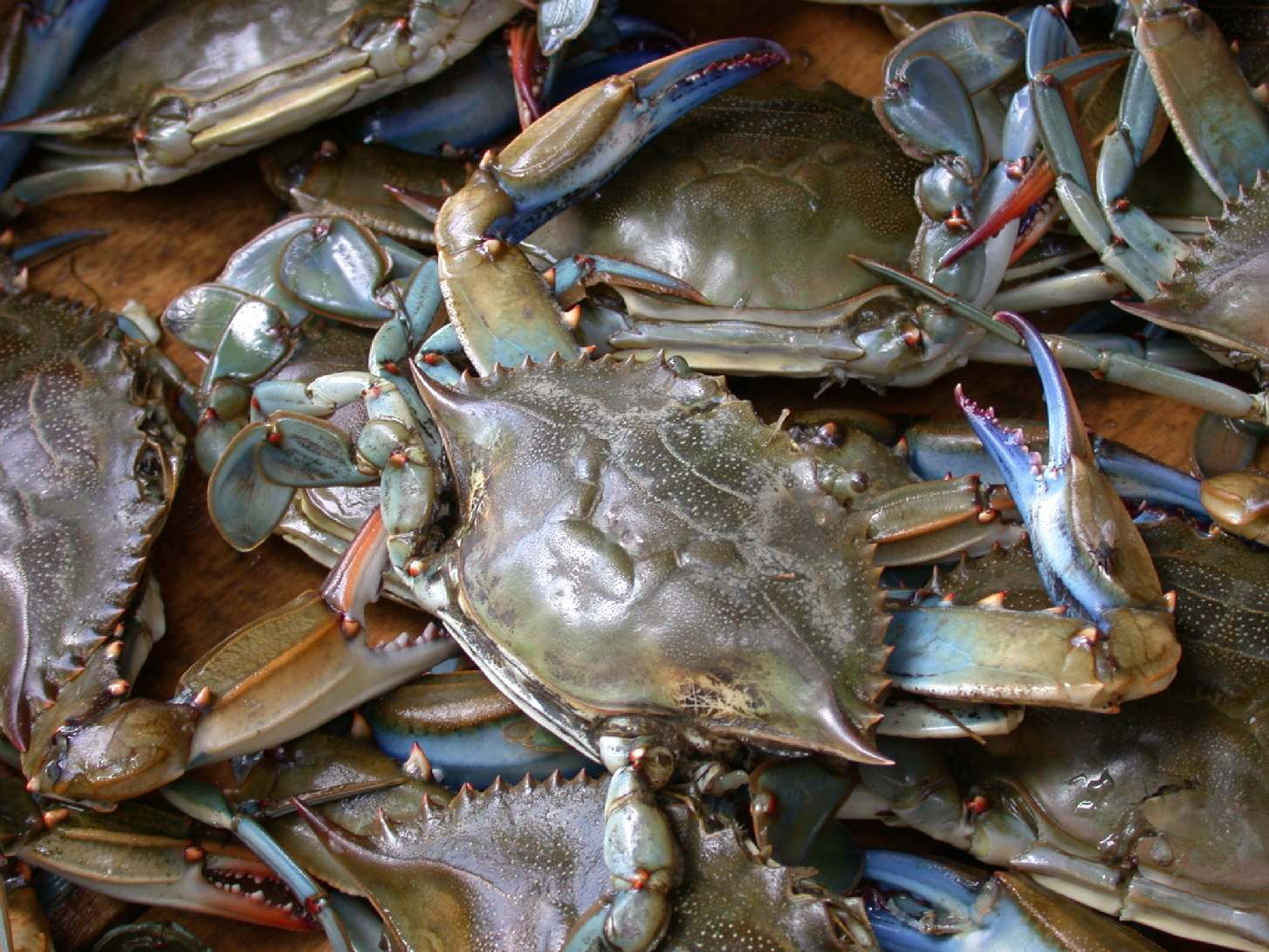
Callinectes sapidus

- Macrobrachium carcinus (Linnaeus, 1758)

- Macrobrachium holthuisi
- Macrobrachium iheringi
- Macrobrachium jelski
- Macrobrachium olfersii
- Macrobrachium potiuna
- Palaemon pandaliformis

- Hoplometopus antillensis

- Farfantepenaeus brasiliensis (Latreille, 1817 )

- Farfantepenaeus paulensis (Pérez-Farfante, 1967)
- Farfantepenaeus subtilis (Pérez-Farfante, 1967)
- Litopenaeus schimitti (Burkenroad, 1936)
- Xiphopenaeus kroyeri (Heller, 1862)

- Trichodactylus fluviatilis Latreille, 1828

- Cardisoma guanhumi (Latreille, 1825)

- Ucides cordatus (Linnaeus, 1763)

- Callinectes sapidus (Rathbun, 1896)

- Minyocerus angustus (Dana, 1852)

### Mollusca
- Castalia undosa Martens, 1827
- Diplodon rotundus Wagner, 1827

- Anodontites elongatus Swainson, 1823
- Anodontites soleniformes Orbigny, 1835
- Anodontites trapesialis Lamarck,
- Anodontites trapezeus Spix, 1827
- Fossula fossiculifera Orbigny, 1835

### Gastropoda
- Strombus goliath Schoter, 1805

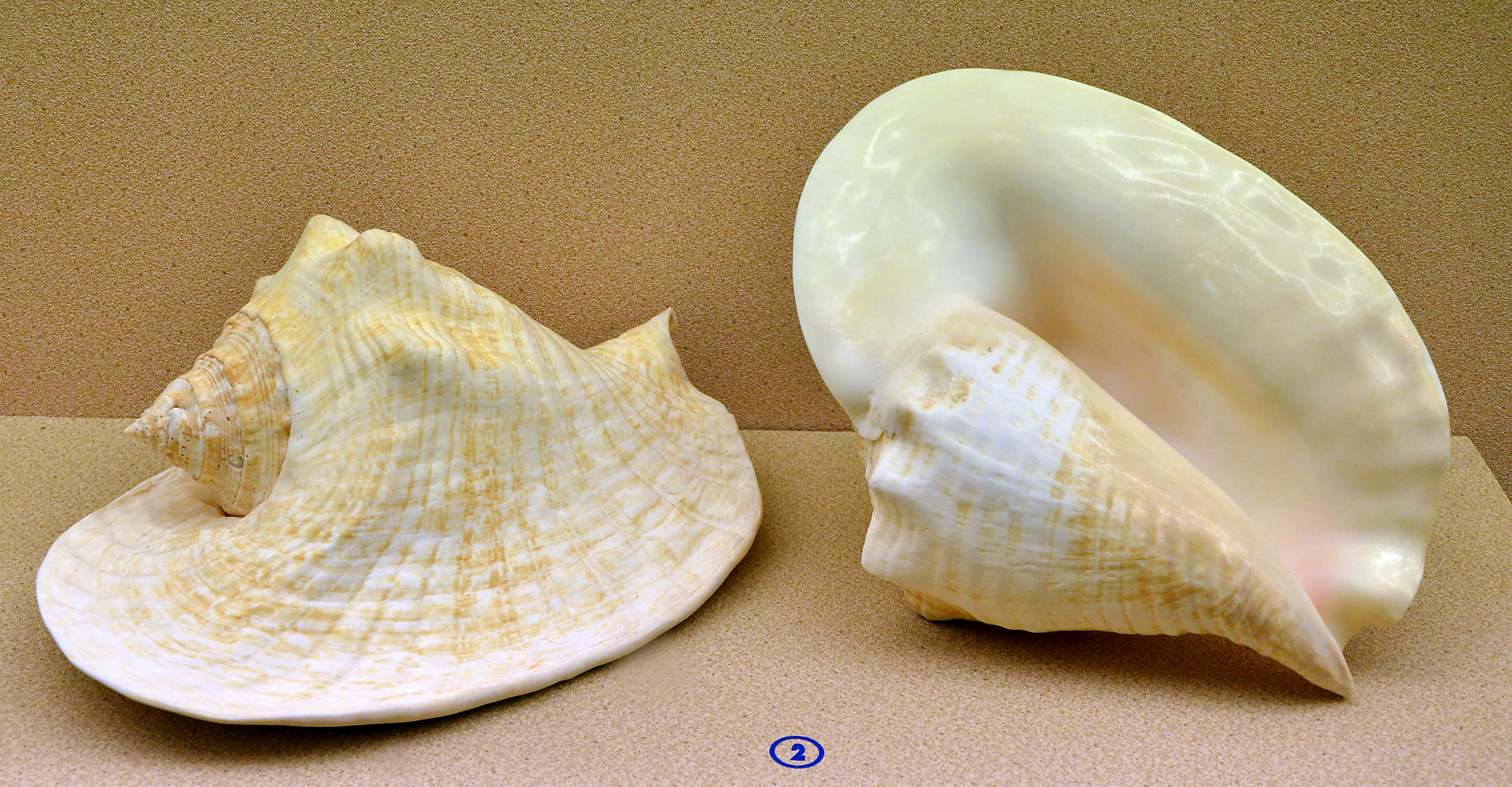
Strombus goliath

- Impages cinerea (Born, 1778) (antiga Hastula cinerea (Born, 1778))
- Impages salleana (Deshayes, 1859) (antiga Hastula salleana (Deshayes, 1859))

- Octopus insularis Leite, Haimovici, Molina & Warnke, 2008

### Echinodermata
- Coscinasterias tenuispina (Lamarck, 1816)

- Astropecten braziliensis Müller & Troschel, 1842
- Astropecten cingulatus Sladen, 1889
- Astropecten marginatus Gray, 1840

- Luidia clathrata (Say, 1825)
- Luidia ludwigi scotti Bell, 1917

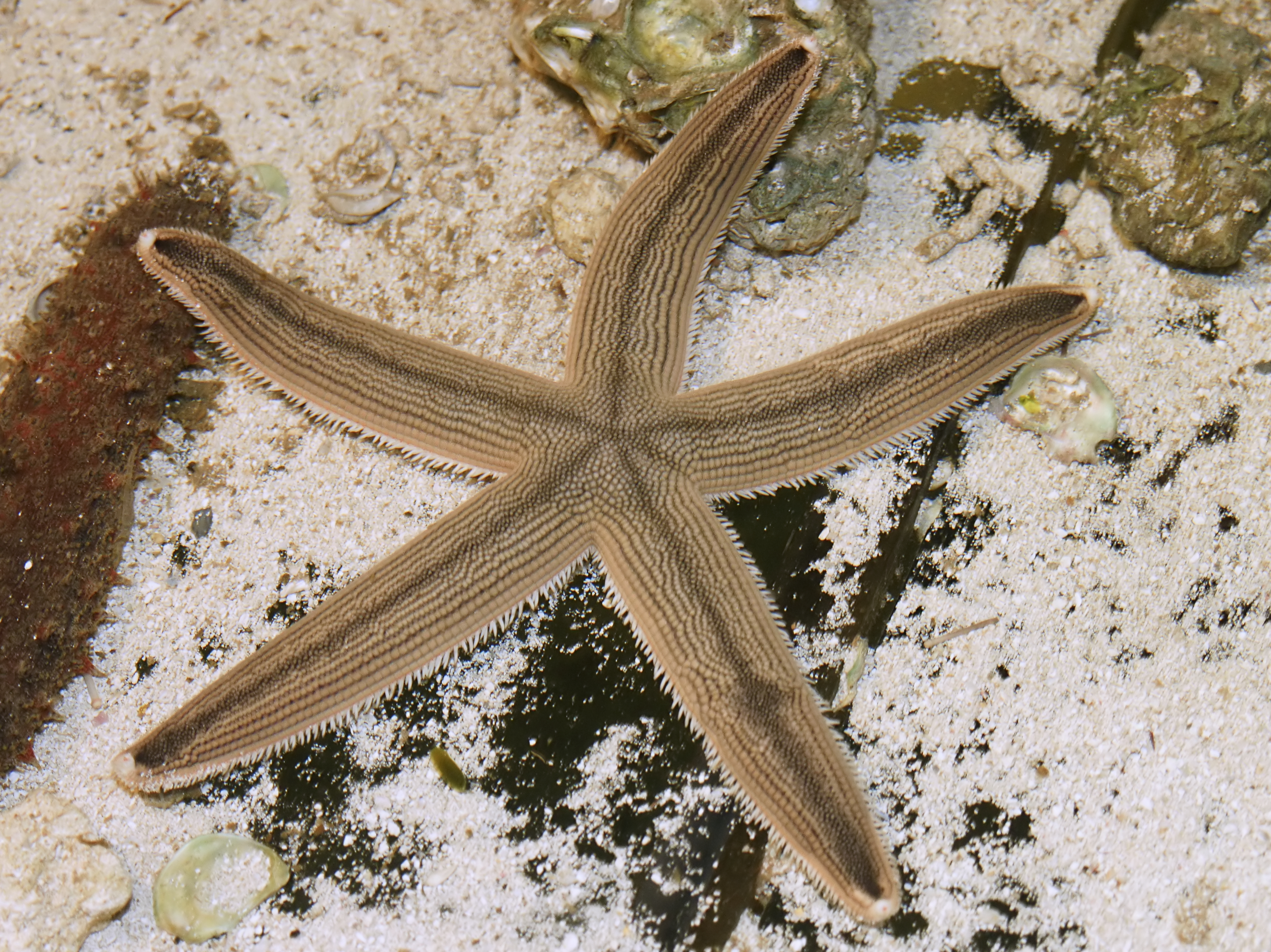
Luidia clathrata

- Luidia senegalensis (Lamarck, 1816)

- Echinaster (Othilia) brasiliensis Müller & Troschel, 1842
- Echinaster (Othilia) echinophorus Lamarck, 1816
- Echinaster (Othilia) guyanensis Clark, 1987

- Linckia guildingii Gray, 1840
- Narcissia trigonaria Sladen, 1889

- Oreaster reticulatus (Linnaeus, 1758)

- Eucidaris tribuloides (Lamarck, 1816)

- Isostichopus badionotus (Selenka, 1867)